# Sam Jones (koszykarz)
Samuel „Sam” Jones (ur. 24 czerwca 1933 w Wilmington, w stanie Karolina Północna, zm. 30 grudnia 2021 w Orlando) – amerykański koszykarz, dziesięciokrotny mistrz NBA, członek Koszykarskiej Galerii Sław im. Jamesa Naismitha.
Mierzący 193 cm wzrostu koszykarz studiował na North Carolina Central University. Do NBA został wybrany z 8. numerem w drafcie 1957 przez Boston Celtics. W organizacji tej spędził całą karierę (1957–1969). Był ważną częścią zespołu, który w tym okresie zdominował ligę. Jones zdobywał tytuły mistrzowskie w latach 1959–1966 oraz 1968–1969. W trakcie 12 lat kariery zawodowej tylko dwukrotnie nie zdobył mistrzostwa NBA, przy czym aż jedenastokrotnie występował w finałach ligi. 
Pięć razy brał udział w meczu gwiazd NBA. W 1996 znalazł się w gronie 50 najlepszych graczy w historii NBA.

## Osiągnięcia

### College
- Zaliczony do:
  - składów All-CIAA
  - Akademickiej Galerii Sław Koszykówki (2006)[2]
- Zespół Eagles zastrzegł należący do niego numer 41

### NBA
- 10-krotny mistrz NBA (1959–1966, 1968, 1969)[3]
- Finalista NBA (1958)[3]
- Uczestnik meczu gwiazd:
  - NBA (1962, 1964–1966, 1968)[4]
  - Legend NBA (1984, 1987, 1991)[5]
- 3-krotnie wybierany do II składu NBA (1965–1967)[6]
- Klub Boston Celtics zastrzegł należący do niego numer 24[7]
- 3-krotnie zaliczany do grona najlepszych zawodników w historii NBA przy okazji obchodów rocznicowych:
  - 25-lecia istnienia - NBA 25th Anniversary Team
  - 50-lecia istnienia - NBA’s 50th Anniversary All-Time Team[8]
  - 75-lecia istnienia - NBA 75th Anniversary Team (2021)[9]
- Członek Koszykarskiej Galerii Sław (Naismith Memorial Basketball Hall Of Fame - 1984)[10]
- Lider play-off NBA w liczbie celnych rzutów wolnych (1966)[11]